# 廊下镇
廊下镇，是中华人民共和国上海市金山区下辖的一个乡镇级行政单位。面积46.56平方公里。户籍人口3.11万人（2008年）。

## 行政区划
廊下镇下辖以下居委会及村委会：
廊下社区、万春村、中联村、勇敢村、中丰村、景阳村、中民村、山塘村、中华村、南陆村、南塘村、光明村和友好村。